# 梅赫倫山
46°41′30.4″N 8°18′39.4″E / 46.691778°N 8.310944°E

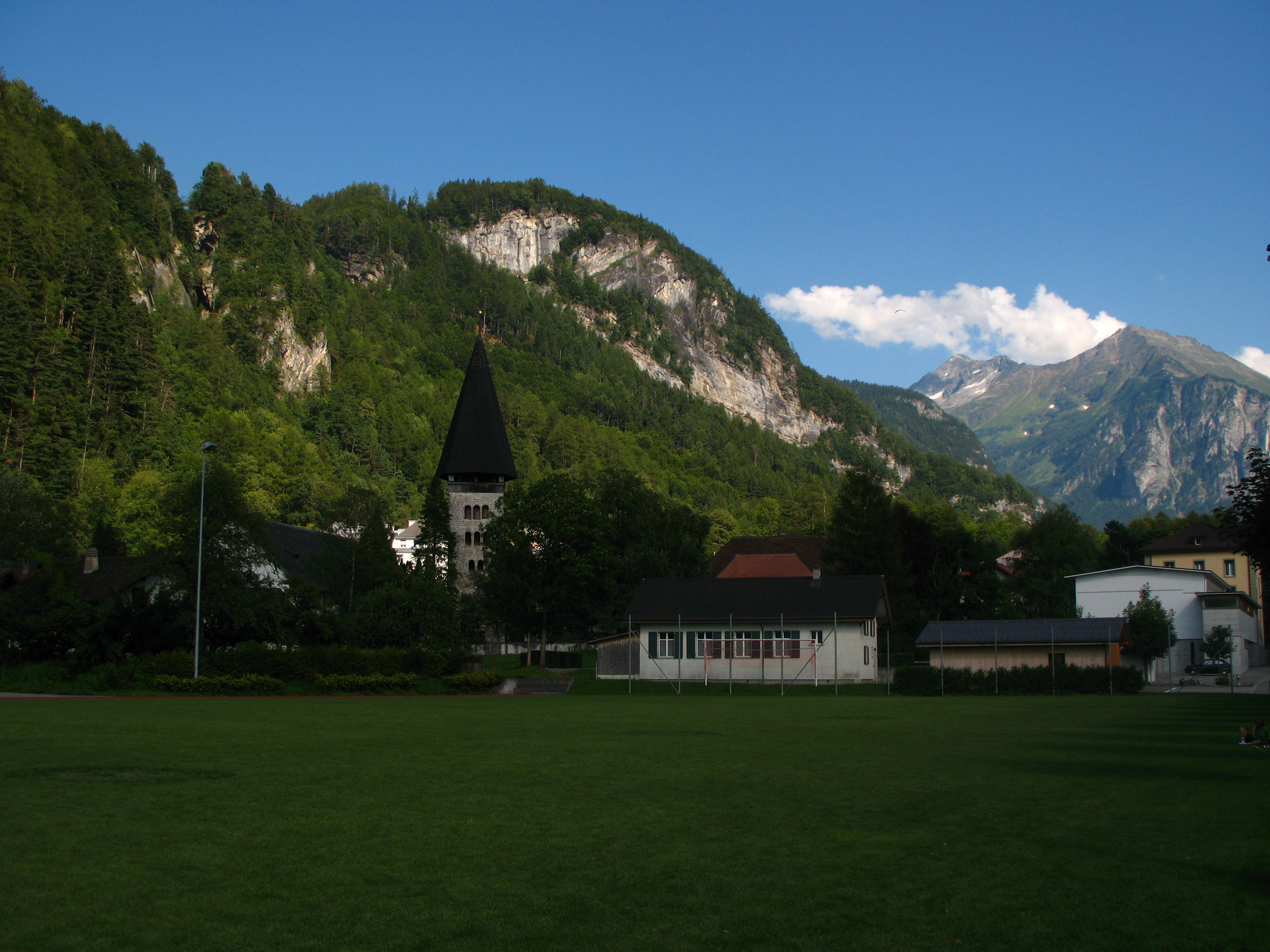

梅赫倫山（Mährenhorn），是瑞士的山峰，位於該國西部，由伯恩州負責管轄，屬於烏里山的一部分，該山峰海拔高度2,923米，每年平均降雨量2,465毫米。